# Oppido Lucano
Oppido Lucano (IPA: [ˈɔppido], Òppete in dialetto oppidano) è un comune italiano di 3 515 abitanti della provincia di Potenza in Basilicata.
Il centro è noto anche per aver dato i natali a Giovanni da Oppido (detto anche Obadiah il Proselito), viaggiatore e musicista dell'età normanna, che fu il primo a trascrivere i canti della tradizione ebraica nella notazione musicale gregoriana.

## Geografia fisica

### Territorio
Il territorio comunale di Oppido si estende su una superficie di 54 km² e relativamente piccola rispetto ai comuni limitrofi. Esso, per lo più collinare, comprende il monte Montrone (762 m s.l.m.), sulle cui pendici sorge il nucleo abitativo, e una serie di piane piuttosto estese, poste su vari livelli lungo il corso del fiume Bradano. È attraversato, oltre che dal Bradano, dai suoi affluenti Alvo e Gammarara.
La presenza di boschi è segnata solamente in poche aree, in particolare sul monte Belvedere (678 m s.l.m.) e ai piedi del monte Montrone. In altre zone, specie quelle più pianeggianti e utili all'agricoltura, il relativo disboscamento avvenne già in epoca romana.
Il paese si adagia sullo sprone del monte Montrone, quasi a ridosso dell'antico centro lucano del VII-VI sec. a. C,  come una specie di prototipo della condizione degli abitati lucani con le sue possibilità e i suoi limiti: vicoli, scalette. case diroccate e palazzi gentilizi si susseguono. Tutto questo ha una propria identità trascurata dalla quale è possibile mettere in luce un patrimonio culturale che non deve essere sottovalutato  Gran parte dell'insediamento abitativo di Oppido sorge lungo le pendici meridionali del Monte Montrone (762 metri s.l.m.), mentre la zona di recente espansione è stata edificata su uno stretto crinale che trova la sua massima culminazione topografica in corrispondenza del  Petrito (743 metri s.l.m.).(F.S.LIOI)
L'agro di Oppido è compreso nella fascia del territorio denominata Fossa Bradanica, delimitata a levante dai contrafforti della Murgia, a occidente dalle quasi impervie e più alte Serre di vaglio, con il Moltone come avamposto. È racchiuso tra il fiume Bradano e un suo affluente, il torrente Alvo, che scorre tra il monte Belvedere ed il Moltone. È circondato dall'altopiano di Genzano a Nord-est, dall'alta Acerenza a nord, dalla quale è separato dal fiume Bradano, da Pietragalla a Nord.ovest, da Cancellara a Ovest, da Tolve a Sud e da Irsina a Est. L'agro di Oppido può essere diviso in due zone nettamente distinte fra di loro. La parte alta, che circonda l'abitato, è formata dalle emergenze del Cugno del Petrito (744 m s.l.m.), del Montrone (762 m s.l.m.) e dal Monte di Belvedere (667m s.l.m.) (Il Montrone ed il Belvedere rappresentano due momenti importanti nella storia del paese. Il Montrone custodisce la necropoli lucana del VI sec. a. C., che l'archeologa Caronna Lissi ha portato alla luce, il Belvedere, da sempre, è sede del santuario della Madonna del Belvedere). La parte bassa, se si escludono le emergenze di Serra Martino (343 m s.l.m.), di Serra Canaparo (339 m s.l.m.) è formata da piccole pianure come i piani di Gorgo, i piani Caronna, i piani della Campana e la lunga striscia pianeggiante formata dalle ische della riva destra del Bradano. Il territorio è caratterizzato da accese coloristiche variazioni stagionali, che vanno dal verde cupo primaverile al colore del grano maturo di luglio, al nero dell'humus del terreno appena arato in autunno.

### Clima
La stazione meteorologica più vicina è quella di Potenza. Similmente al capoluogo lucano, Oppido gode di un clima mediterraneo montano: freddo e nevoso d'inverno, tiepido e secco d'estate. Il mese più freddo risulta essere quello di gennaio, con temperatura media di +0,3 °C, mentre i mesi più caldi sono ovviamente luglio ed agosto, con temperatura media di +25 °C.
| Potenza città         | Mesi  | Mesi  | Mesi  | Mesi  | Mesi  | Mesi  | Mesi  | Mesi  | Mesi  | Mesi  | Mesi  | Mesi   | Stagioni | Stagioni | Stagioni | Stagioni | Anno |
| Potenza città         | Gen   | Feb   | Mar   | Apr   | Mag   | Giu   | Lug   | Ago   | Set   | Ott   | Nov   | Dic    | Inv      | Pri      | Est      | Aut      | Anno |
| --------------------- | ----- | ----- | ----- | ----- | ----- | ----- | ----- | ----- | ----- | ----- | ----- | ------ | -------- | -------- | -------- | -------- | ---- |
| T. max. media (°C)    | 5,5   | 6,1   | 8,7   | 12,3  | 18,1  | 22,2  | 25,5  | 25,8  | 21,9  | 16,6  | 11,5  | 8,1    | 6,6      | 13,0     | 24,5     | 16,7     | 15,2 |
| T. min. media (°C)    | 0,1   | 1,0   | 2,3   | 4,1   | 8,2   | 12,7  | 15,2  | 15,6  | 12,8  | 9,0   | 5,2   | 2,4    | 1,2      | 4,9      | 14,5     | 9,0      | 7,4  |
| Vento (direzione-m/s) | W 5,7 | W 6,0 | W 5,6 | W 5,5 | W 5,0 | W 4,9 | W 5,1 | W 4,9 | W 4,8 | W 4,7 | W 5,3 | W. 5,5 | 5,7      | 5,4      | 5,0      | 4,9      | 5,2  |

## Storia

### Età antica

#### Peuketiantes
Che il territorio di Oppido fosse abitato da popolazioni stabili sin dall'antichità, era saputo e accertato da scritti antichi, ruderi e numerosi ritrovamenti.
Ritrovamenti archeologici risalenti al VI secolo a.C., avvenuti sul monte Montrone e in Via Appia, suggeriscono la presenza di rispettivamente una necropoli e di un villaggio formato da nuclei di capanne sparse, del popolo dei Peuketiantes.
I Peuketiantes abitavano le aree interne montuose della Basilicata settentrionale ed erano affini alle popolazioni apule. Essi vengono ricordati dallo storico Ecateo di Mileto come «genti che, al contrario degli Enotri, seppelliscono i defunti in posizione fetale, in una sorta di ricongiungimento della vita con la morte». In Serra di Vaglio era il loro centro nevralgico, il cui insediamento si connota come un abitato di tipo Greco per la presenza di strade e di grandi edifici in muratura.
La cultura materiale dell'area è contraddistinta dalla ceramica a decorazione geometrica monocroma e bicroma, come quella delle fabbriche di Oppido e di altri villaggi quali Cancellara, Ruvo del Monte e Satriano. Le sepolture rinvenute a Oppido sono caratterizzate da ceramiche indigene a decorazioni geometriche e restituiscono raramente oggetti d'importazione greca ed etrusca, come bacilli in bronzo, kylix per bere vino di produzione coloniale.
Di questa popolazione, due sono gli elementi di maggior rilievo: l'ostentazione della ricchezza e l'adozione di comportamento derivati da quelli delle aristocrazie greche. Nei vari centri, sia nelle sepolture maschili che in quelle femminili sono stati infatti rinvenuti servizi di vasi in bronzo di produzione greca ed etrusco-campana, unitamente allo strumentario da banchetto e a ceramiche da mensa d'importazione greca. Nel suo insieme questo sistema di oggetti rimanda ai pasti comuni (i syssitia ricordati da Aristotele) celebrati tra membri della stessa élite alla maniera degli aristocratici greci. I ritrovamenti archeologici confermano il consumo di carni arrostite (presenza di spiedi e alari) e bollite (lebeti, grandi contenitori in bronzo) e di vino miscelato ad acqua, miele e formaggio (crateri e grattuge).

#### Lucani
L'arrivo dei lucani avviene intorno al V secolo a.C. che riorganizza i villaggi e la società indigena. Nella Basilicata settentrionale, ritrovamenti risalenti al IV secolo a.C., si riferiscono a fattorie o a piccoli insediamenti rurali, come Seroto di Albano e altre, come Oppido a estesi abitati con case disposte intorno a cortili comuni ed edifici monumentali.
L'organizzazione delle necropoli e la distribuzione delle sepolture degli oggetti di corredo riflettono l'articolazione sociale delle comunità lucane per gruppi famigliari. Con l'arrivo di queste genti Osco-Sannite cambia il rituale di deposizione: il defunto, infatti, viene collocato nella tomba in posizione supina e non più rannicchiato sul fianco come usavano i Peuketiantes.
Lato A: registro superiore, ratto di Crisippo, Laio e Crisippo su quadriga tra Pelope con veste orientale e Edipo; registro inferiore, corteo di offerenti presso un monumento funebre. Lato B (visibile): registro superiore, scena di libagione; registro inferiore, offerenti.
Dai ritrovamenti della necropoli di Oppido sul monte Montrone, così come anche di altri centri, emerge che gli esponenti della comunità vengono sepolti in tombe monumentali, del tipo a semicamera e a camera.
Rarissimi sono i casi di bustum, con il defunto semicremato. Le donne sono accompagnate, nel lungo viaggio verso l'oltretomba, dagli ornamenti e dai simboli della cerimonia nuziale e del focolare domestico: vasi da toeletta e per le nozze (lebes gamikos) a figure rosse o a vernice nera, spiedi e alari per arrostire le carni, strumenti per filare e tessere, terrecotte che riproducono i frutti della terra. Gli uomini sono caratterizzati come guerrieri e vengono sepolti con punte di lancia e giavellotti in ferro, cinturoni in bronzo. I numerosi vasi da mensa rimandano alla celebrazione dei banchetti funebri.

#### Romani
Il monumento epigrafico più importante rinvenuto nel territorio di Oppido è la Tabula Oppidensis, conosciuta anche come Tabula Bantina dopo la lettura e l'interpretazione che ne fece Mommsen. La lastra bronzea porta il nome di tavola bantina, perché nel retro è graffita in osco la costituzione del municipio romano di Bantia, mentre nel recto è riportata una lex romana. Questa tavola di grande valore archeologico, storico, giuridico e linguistico, costituisce il maggior reperto in lingua osca, della quale fornisce una varietà linguistica caratterizzata soprattutto dalla palatalizzazione delle consonanti, che la distingue nettamente dall'osco standard, notevolmente uniforme. L'osco della tavola bantina, giunto a noi scritto nell'alfabeto latino, costituisce il monumento dialettale più importante di questa antica lingua italica.
A partire dalla decisiva battaglia di Porta Collina (82 a.C.), i lucani furono definitivamente sconfitti dai romani e vennero successivamente romanizzati. 
Con l'arrivo dei romani il territorio di Oppido vide la costruzione di alcuni importanti assi viari tra la Lucania e l'Apulia.
Piuttosto consistenti sono le testimonianze archeologiche risalenti a questo periodo. Tuttora sono visibili i resti di estese costruzioni romane, come le ville rustiche di San Francesco e di Piano della Campana e i complessi termali di Sant'Igino e Masseria Ciccotti, con i relativi acquedotti.

### Età medievale

#### Normanni
Tra l'anno 1000 e il 1100, sulla pendice del lato est del monte Montrone, avvenne la costruzione del castello per opera del signore normanno Drochus che ivi si stabilì.
Attorno all'anno 1070 nacque nel castello di Oppido Giovanni da Oppido, detto Ovadiàh, figlio di Drochus. Diventò un viaggiatore e musicista, si convertì al giudaismo ed emigrò a Gerusalemme. Ha lasciato una Cronaca in lingua ebraica, presentata agli studiosi di antichità medioevali nel convegno di studi tenuto nella Sala Consiglio di Oppido dal 5 all'8 aprile 1970 e presieduto da Giacomo Devoto. Il testo ebraico è stato tradotto dal biblista Angelo Lancellotti. Giovanni Ovadiàh dice del luogo di origine: ed ecco i nomi che sono intorno ad Opide, il luogo di nascita di Johannes, figlio di Drochus. Ad ovest la città di Roma e la città di Salernum e la città di Potens e il paese di Pietragali e il paese di Ans. A oriente la città di Bari e la città di Montplus e il paese di Gensane il paese di Ban. A nord la città di Agerans e il fiume di nome Bradanu fra Opide e Agerens. E a sud la città di Tolv e la zona dei rivoli del Varco e Oppide in mezzo a loro. È questo il primo documento che si ha dell'epoca medievale di Oppido.

### Età moderna
Nel 1790 sul monte Montrone, tra i resti di un'antica tomba, fu rinvenuta la Tabula Bantina, il più importante reperto mai rinvenuto sulla lingua degli Osci, abitanti della Lucania e della Campania. Numerose testimonianze archeologiche dell'attività umana nel territorio di Oppido Lucano sono conservate presso il Museo archeologico nazionale della Basilicata a Potenza e il Museo Archeologico Nazionale di Muro Lucano. Sono presenti nel suo territorio i ruderi dell'antica villa di epoca romana di Sant'Igino. Il sito è stato inserito nella World Monuments Watch List of Endangered Sites 2010 (lista dei cento siti storico-archeologici di rilevanza mondiale più a rischio) dell'organizzazione americana World Monuments Fund. I resti del I secolo a.C. includono due estesi complessi di bagni, una fontana monumentale e una grossa cisterna.

### Età contemporanea
Luogo di nascita di Francesco Grimaldi architetto e religioso italiano attivo a Roma ma soprattutto a Napoli, autore di capolavori come la basilica di San Paolo Maggiore, il complesso della Santissima Trinità delle Monache, la reale cappella del Tesoro di san Gennaro, la chiesa dei Santi Apostoli e la basilica di Santa Maria degli Angeli a Pizzofalcone (tutte a Napoli).

### Simboli
Lo stemma e il gonfalone sono stati concessi con decreto del presidente della Repubblica del 23 giugno 1983.
Il gonfalone è un drappo troncato di giallo e di rosso.

## Monumenti e luoghi d'interesse

### Architetture religiose

#### Chiesa e convento di Sant'Antonio
Il convento venne fondato nel 1482 per iniziativa dei signori di Oppido Francesco e Caterina Zurlo. Esso conserva un ciclo di dipinti murari del 1558 di Giovanni Todisco, raffiguranti episodi del VT e del NT e un polittico e un trittico di Antonio Stabile di Potenza del 1570.

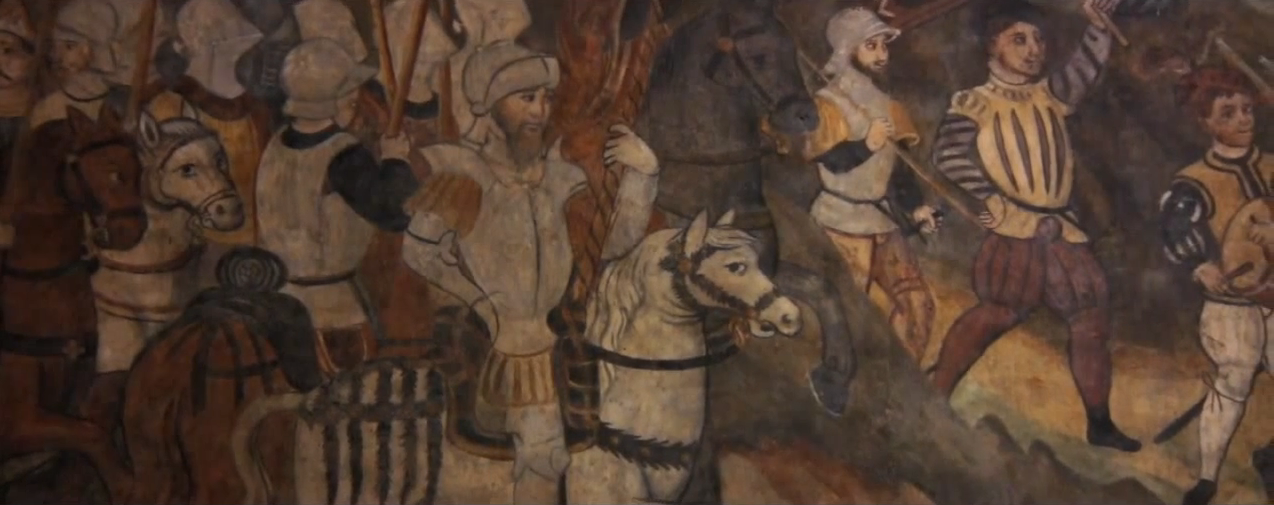
Particolare dei dipinti murari di Giovanni Todisco contenuti nel convento di Oppido Lucano

#### Chiesa rupestre di Sant'Antuono
La chiesa rupestre di Sant'Antuono, poco lontano dal centro abitato, è una delle chiese rupestri meglio conservate della Basilicata, con un ciclo di affreschi dedicati alla Vita di Gesù (dalla Nascita alla Crocifissione e Deposizione nel sepolcro), databili alla prima metà del XIV secolo: si tratta di 19 scene in tutte, non tutte allo stesso stato di conservazione, dipinte secondo uno stile semplice e popolare. La chiesa fu realizzata dai monaci Antoniani, che giunsero a Oppido verso la fine del XIII secolo e vi rimasero fino al XV secolo.

#### Altre
- Chiesa matrice dei SS. Pietro e Paolo
- Chiesa di San Giovanni Battista
- Santuario di Maria SS. del Belvedere
- Chiesa della SS. Annunziata

### Architetture civili
- Palazzo Lancieri
- Palazzo Lancellotti

### Siti archeologici

#### Complesso termale di Sant'Igino
Questo complesso termale è una costruzione romana del I secolo a.C.

#### Villa romana di Masseria Ciccotti
La villa romana di Masseria Ciccotti è un sito archeologico di età romana a 6 km da Oppido Lucano, posta sull'asse viario della via Herculea, che collegava Venusia a Heraclea. La villa è tutt'oggi ancora abitata, e conserva i resti di un impianto abitativo e termale del II-IV secolo.
Questo tipo di villa è paragonabile ad altre ville termali come quelli di Velia o quelli di Paestum.

#### Altre
- Villa di San Francesco
- Villa di Piano della Campana

## Società

### Evoluzione demografica
Abitanti censiti

## Cultura

### Scuole
- Istituto Comprensivo Francesco Giannone, comprendente scuola dell'infanzia, scuola primaria e scuola secondaria di I grado
- Scuola Materna Paritaria Canio Pafundi

### Teatri
- Cineteatro Obadiah

## Amministrazione

### Gemellaggi
- Iquique

## Sport

### Società sportive
A Oppido sono presenti società sportive di calcio, ciclismo e rugby.
- A.S. Angelo Cristofaro, società calcistica fondata nel 1950 (ha militato in serie D, girone H, nell'anno 2011/2012)
- A.S. La Fiasca, società di calcio fondata nel 1996
- S.C.D. Albatros
- Società Ciclo Amatori Oppido Lucano, fondata nel 1996
- A.S.D Oppido Lucano Rugby

### Impianti sportivi
- Stadio comunale
- Palazzetto dello sport
- Velodromo comunale
- 1 km di pista ciclabile all'interno del centro cittadino